# NTC-weerstand

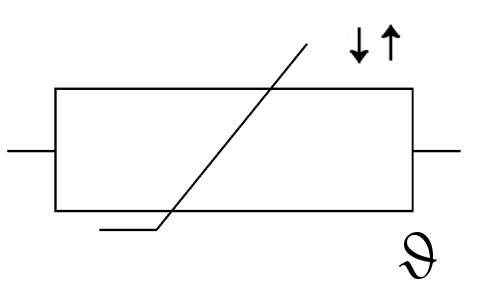
Symbool NTC-weerstand

Een NTC-weerstand (Negative Temperature Coefficient) is een weerstand met een negatieve temperatuurcoëfficiënt. Dit betekent dat de elektrische weerstand afneemt als de temperatuur toeneemt. De vergelijking van Arrhenius geeft het verband tussen weerstand en temperatuur:
{\displaystyle R=A\cdot e^{\frac {B}{T}}}
Hierin is:
R: de weerstand in Ω
A: een constante in Ω
e: de wiskundige constante e
B: een constante in K
T: de absolute temperatuur in K
Naarmate de component meer elektrisch vermogen opneemt, zal de temperatuur hoger zijn dan de omgevingstemperatuur. Bij gebruik als temperatuursensor dient dit effect tot een minimum te worden beperkt. De zelf-opwarming kan ook nuttig aangewend worden, bijvoorbeeld om een inschakel-stroompiek te begrenzen.
De tegenhanger van de NTC weerstand is de PTC-weerstand.

## Constructie

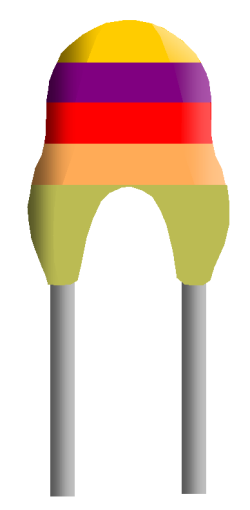
Een NTC met kleurcode

De NTC is een halfgeleider-component. Het materiaal is gewoonlijk een metaaloxide, waaraan sporen van metaaloxiden met een andere valentie zijn toegevoegd. Vaak zijn de NTC's uitgevoerd in een schijfvorm met de twee parallelle aansluitdraden in het vlak van de schijf. Soms is de uitvoering zwaarder, van metaal en met een stukje draadeind eraan om een betrouwbare bevestiging (thermisch contact) op een koelplaat mogelijk te maken. Er bestaan ook SMD-uitvoeringen van de NTC.
De weerstandswaarde van de NTC wordt vastgelegd bij 25 °C en heeft dan een waarde uit de E12-reeks. De waarde kan in cijfers of door middel van de kleurcode op de omhulling worden aangegeven. Afhankelijk van de waarde heeft een NTC bij -40 °C een 13 tot 48 maal zo hoge waarde als bij 25 °C en bij 150 °C een 17 tot 50 keer zo lage waarde. Het verband tussen temperatuur en weerstandswaarde verloopt exponentieel. Voor een uitgebreid overzicht van de weerstandswaarden, zie de waardetabel NTC.

## Toepassing
De NTC kan gebruikt worden als sensor voor een weerstandsthermometer, waarbij de niet-lineaire karakteristiek gecompenseerd dient te worden voor een voldoende nauwkeurige meting. Het meetbereik is niet bijster groot, gewoonlijk van -40 tot 150 °C, maar voor huis-, tuin- en keukentoepassingen kan het voldoen. Andere toepassingen zijn bijvoorbeeld de thermische beveiliging van vermogenselektronica, zoals eindversterkers en voedingen en thermische stabilisatie van oscillatoren, zoals de Wienbrug-oscillator. Typen die de inschakelstroom van elektrische verbruikers begrenzen, hebben een zeer lage weerstand, in de orde van enkele Ohms. Bij kamertemperatuur is de weerstand zo hoog dat het ontwikkelde vermogen de NTC snel opwarmt, waardoor de weerstand snel daalt en er uiteindelijk een evenwicht ontstaat tussen vermogen en temperatuur. Inschakelpieken worden op deze manier gedempt waardoor overmatige slijtage wordt tegengegaan.

## Trivia
- Omdat de weerstand van de NTC afneemt bij een stijgende temperatuur worden NTC's ook wel aangeduid met warme geleider.